# 聖安東尼教堂 (特拉維夫)

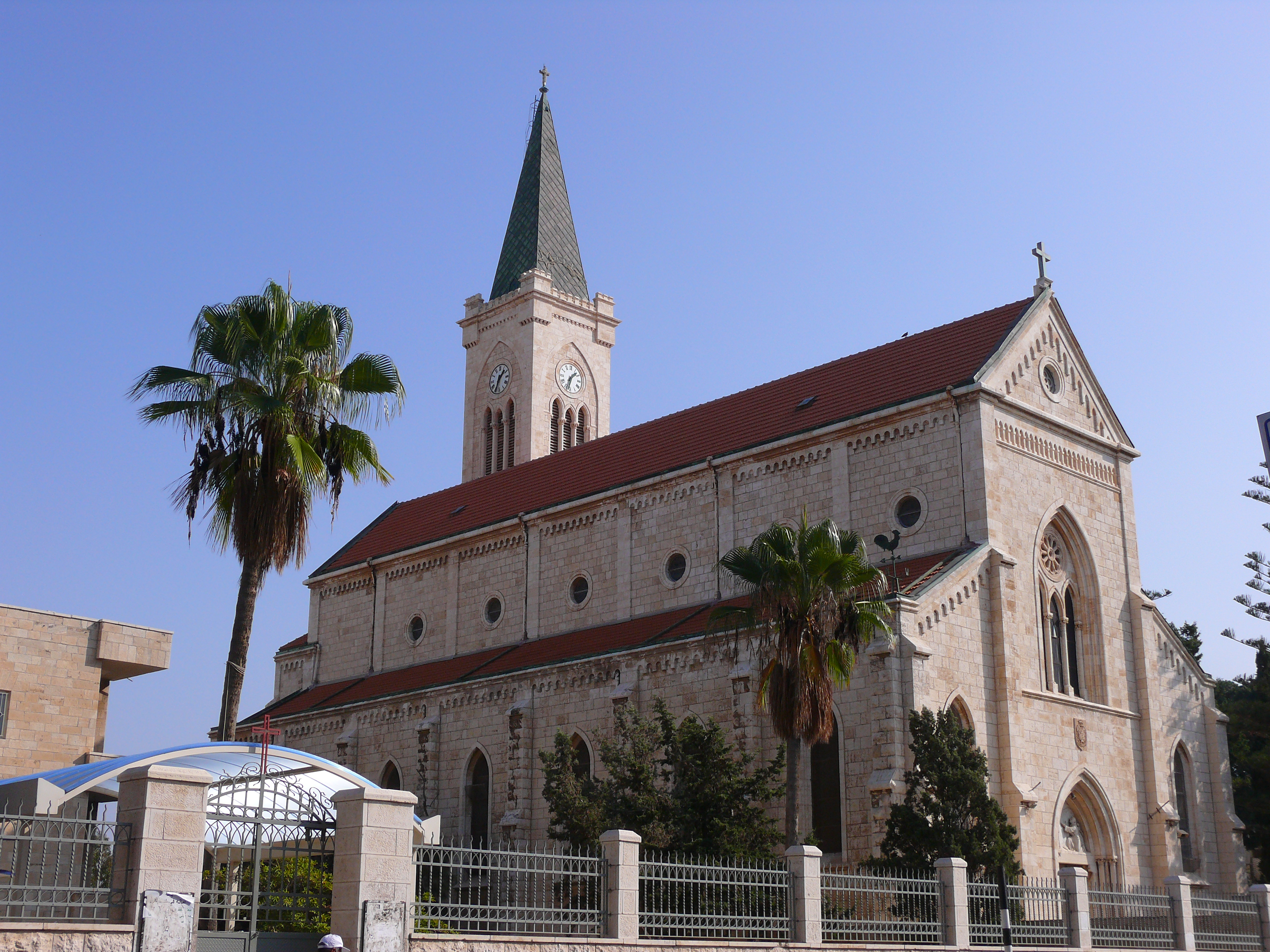
聖安東尼教堂

聖安東尼教堂（希伯來語：‎）是以色列中央區城市特拉維夫南部郊區衛星城雅法的一座羅馬天主教的教堂。這座教堂外觀是哥特復興式建築，竣工於1932年。教堂主要服務菲律賓人外國勞工，提供阿拉伯語和英語的宗教服務。